# Подрезов, Вадим Евгеньевич
Вадим Евгеньевич Подрезов (род. 29 сентября 1965, Омск) — советский и российский хоккеист, защитник. Мастер спорта СССР. Хоккейный функционер.

## Биография
Воспитанник омского хоккея, тренер Константин Халин. Выступал за команды «Авангард» Омск (1981/82 — 1982/83, 1987/88), «Сибирь» Новосибирск (1983/84 — 1984/85), «Крылья Советов» Москва (1985/86 — 1987/88, 1991/92 — 1992/93, 1997/98), «Буран» Воронеж (1986/87), «Кристалл» Саратов (1988/89 — 1990/91), «Аллеге» (Италия, 1993/94), «Металлург» Магнитогорск (1995/96), «Лада» Тольятти (1995/96), «Торпедо» НН (1995/96), чешские «Злин» и «Пльзень» (обе — 1996/97), «Маскигон Фьюри» (UHL, 1998—2000), «Мичиган Кей-Уингз» (IHL, 1998/99), «Химик» Воскресенск (1999/2000), «Милуоки Эдмиралс» (IHL, 1999/2000).
Чемпион МХЛ 1996.
С 2000 года — европейский скаут клуба НХЛ «Флорида Пантерс». Работал тренером-селекционером «Атланта», тренером-селекционером и спортивным менеджером в «Амуре» (2012/13), в «Сочи».
Сын Демид (род. 2000) — хоккеист.